# Buck och Herrens högra hand
Buck och Herrens högra hand (engelska: Buck and the Preacher) är en amerikansk westernfilm från 1972 i regi av Sidney Poitier. I huvudrollerna ses Poitier, Harry Belafonte och Ruby Dee. Filmen bröt mot traditioner inom genren genom att ha afro-amerikanska skådespelare i centrala roller samt att skildra både spänningar och solidaritet mellan afroamerikaner och indianer vid 1800-talets slut. Buck skiljer sig dock från mer typiska Blaxploitation-hjältar, som Shaft och Coffy, även med sin placering i Vilda västern.

## Rollista i urval
- Sidney Poitier – Buck
- Harry Belafonte – predikanten
- Ruby Dee – Ruth
- Cameron Mitchell – Deshay
- Denny Miller – Floyd
- Nita Talbot – madam Esther
- John Kelly – sheriffen
- Tony Brubaker – ledaren
- Bobby Johnson – mannen som är skjuten
- James McEachin – Kingston
- Clarence Muse – Cudjo
- Lynn Hamilton – Sarah
- Doug Johnson – Sam
- Errol John – Joshua
- Jullie Robinson – Sinsie
- Enrique Lucero – indianhövdingen